# 島恭彦
島 恭彦（しま やすひこ、1910年6月5日 - 1995年9月28日）は、日本の経済学者。専門は財政学。学位は、経済学博士。京都大学名誉教授。福井県敦賀市生まれ。

## 学歴
- 1928年 滋賀県立膳所中学校卒業
- 1931年 第八高等学校卒業
- 1934年 京都帝国大学経済学部卒業
- 1934年 京都帝国大学大学院（経済学部）入学
- 1951年 京都大学より経済学博士の学位を取得、学位論文の題は「日本資本主義と国有鉄道」

## 職歴
- 1934年 京都帝国大学経済学部副手
- 1936年 京都帝国大学経済学部講師
- 1940年 和歌山高等商業学校教授
- 1944年 京都帝国大学人文科学研究所助教授
- 1946年 京都帝国大学経済学部助教授
- 1949年 京都大学経済学部教授
- 1951年 京都大学経済学部長
- 1974年 京都大学定年退官、京都大学名誉教授
- 1974年 専修大学教授
- 1981年 専修大学退職

## 著書

### 単著
- 『近世租税思想史』（有斐閣、1938年）
- 『東洋社会と西欧思想』（生活社、1941年・筑摩書房［筑摩叢書］、1989年）
- 『財政政策論』（河出書房、1943年）
- 『インフレーション下の政治と経済』（有斐閣、1946年）
- 『中国奥地社会の技術と労働』（高桐書院、1946年）
- 『財政思想の発展：官僚主義財政学批判』（潮流社、1949年）
- 『大蔵大臣』（岩波書店［岩波新書］、1949年）
- 『日本資本主義と国有鉄道』（京都大学経済学会研究叢書6）（日本評論社、1950年）
- 『財政学概論』（三笠書房、1950年）
- 『現代地方財政論：危機の地方財政』（有斐閣、1951年）
- 『財政学原理』（日本評論新社、1954年）
- 『現代の国家と財政の理論』（三一書房、1960年）
- 『財政学概論』（岩波書店、1963年）
- 『軍事費』（岩波書店［岩波新書］、1966年）
- 『戦後民主主義の検証』（筑摩書房、1970年）
- 『地域の政治と経済』（自治体研究社、1976年）
- 『インフレーション：その政治と経済』（青木書店、1977年）
- 『自叙伝：忘れえぬ日々』（自治体研究社、1986年）
- 『洛北雑記』（かもがわ出版、1990年）

### 編著
- 『地方財政の理論と実態』（有斐閣、1955年）
- 『逍遙：松井清、その軌跡』（松井芳郎、1981年）

### 共編書
- （宮本憲一・渡辺敬司）『町村合併と農村の変貌』（京都大学総合経済研究所研究叢書9）（有斐閣、1958年）
- （西川清治）『現代の地方自治』（三一書房、1960年）
- （宇佐美誠次郎・宇高基輔）『マルクス経済学講座（全4巻）』（有斐閣、1963-66年）
- （林栄夫）『財政学講座（全4巻）』（有斐閣、1964-65年）
- （宮本憲一）『日本の地方自治と地方財政』（有斐閣、1968年）
- （小椋広勝）『戦争と経済』（雄渾社、1973年）
- （宇高基輔・大橋隆憲・宇佐美誠次郎）『新マルクス経済学講座』（有斐閣、1972-76年）
- （宮本憲一・池上惇）『財政危機の国際的展開』（有斐閣、1974年）
- （池上惇・遠藤晃）『現代の地方自治』（自治体研究社、1979年）
- （池上惇）『財政民主主義の理論と思想：「安価な政府」と公務労働』（青木書店、1979年）
- （池上惇・重森暁）『情報化社会の行政改革』（青木書店、1986年）

### 監修
- （鈴木武雄）『戦後地方財政の展開』（日本評論社、1968年）

### 還暦記念
- （林栄夫・柴田徳衛・高橋誠・宮本憲一）『現代財政学体系』全4巻（有斐閣、1972-74年）
  - 第1巻「現代財政学」
  - 第2巻「現代日本の財政」
  - 第3巻「現代地方財政と地方自治」
  - 第4巻「現代国際財政論」

### 著作集
- 『島恭彦著作集』全6巻（有斐閣、1982-83年）
  - 第1巻「財政思想史」
  - 第2巻「財政学原理」
  - 第3巻「日本財政論」
  - 第4巻「地域論」
  - 第5巻「国家独占資本主義論」
  - 第6巻「東洋社会論」

## 関連人物
- 大内兵衛 - 東大教授、1930年『財政学大綱』を記す
- 松井清 - 京都帝国大学経済学部の同級生で親友、同僚
- 山岡亮一 - 京都帝国大学経済学部の同級生で親友、同僚
- 宮本憲一 - 卒論作成過程で弟子入り、1953年から大学院島ゼミ所属
- 池上惇 - 京都大学財政学講座の後任